# Kalaupapa
Kalaupapa es un área no incorporada ubicada en el condado de Kalawao en el estado estadounidense de Hawái. Se localiza en la península de Kalaupapa, en la base de unos de los acantilados costeros más altos del mundo, que están a más de 1010 metros del océano Pacífico (el más alto es Thumbnail, en Groenlandia, con cerca de 1500 metros).
La aldea de Kalaupapa es un antiguo reducto de leprosos, establecido por el misionero católico Damián de Veuster. En su época de máxima población, sobre 1200 hombres, mujeres y niños estaban exiliados en esta isla-prisión. La ley de aislamiento fue dictada por el rey Kamehameha V y mantenida en vigor hasta 1969, cuando fue finalmente abolida. Hoy en día, las instalaciones de esa colonia forman parte del Parque Histórico Nacional Kalaupapa.

## Geografía
Kalaupapa se encuentra ubicado en las coordenadas 21°11′24″N 156°58′55″O / 21.19000, -156.98194.